# Berufsbildungswerk München
Das Berufsbildungswerk München (BBW München) ist ein Berufsbildungswerk mit dem Förderschwerpunkt Hören und Sprache zur beruflichen Erstausbildung bzw. Umschulung von Menschen mit einer Hörbehinderung, Sprachbehinderung oder anderen Kommunikationsstörungen. Es wurde 1952 gegründet und befindet sich in München, im Stadtbezirk Bogenhausen im Stadtteil Johanneskirchen.
Unter dem Dach des Berufsbildungswerkes München sind gegenwärtig (2024) insgesamt 13 verschiedene Ausbildungsbetriebe, eine Berufsschule zur sonderpädagogischen Förderung, ein Wohnheim sowie eine fachdienstliche Begleitung und eine Abteilung für Berufsvorbereitung vereint. Träger des BBW München ist der Bezirk Oberbayern, Träger des Bereichs Wohnen und Kooperationspartner ist der Bayerische Landesverband für die Wohlfahrt Gehörgeschädigter e. V. (BLWG).

## Geschichte
1901 wurde in München der Verein zur Förderung der Taubstummen gegründet und 1904 in das Vereinsregister eingetragen. In der Zeit des Nationalsozialismus wurde der Verein zwischen 1933 und 1945 von den Nationalsozialisten zwangsweise in eine entsprechende NS-Organisation eingegliedert. 1950 erfolgte die Wiedergründung des Vereins, zwei Jahre später begann der Aufbau einer berufsbildenden Einrichtung für Gehörlose als Berufsfachschule für Gehörlose in einem Haus in der Haydnstraße in München. Der Bezirk Oberbayern übernahm am 1. April 1958 die Trägerschaft der Berufsfachschule.
1972 folgte die Gründung des Gartenbauausbildungsbetriebs in Frontenhausen bei Dingolfing, der seitdem durch den Kooperationspartner Bayerischer Landesverband für die Wohlfahrt Gehörgeschädigter e. V. (BLWG) betrieben wird. Im selben Jahr wurde die Einrichtung in das Berufsbildungswerk München für Hör- und Sprachgeschädigte umgewandelt. 1977 fand der Umzug des Berufsbildungswerkes an den heutigen Standort im Münchner Stadtteil Johanneskirchen statt. 1978 folgte die Eröffnung eines weiteren Jugendwohnheimes in der Nymphenburgerstraße, welches heute noch betrieben wird. Schrittweise wurden in den darauffolgenden Jahren neue Berufe eingeführt. 2010 wurde eine neue Werkhalle eröffnet. Zwischen 2015 und 2018 wurde das Hauptgebäude an der Musenbergstraße kernsaniert.
Das Einzugsgebiet der überregionalen Einrichtung umfasst Deutschland, außerdem steht das BBW München als einziges deutsches Berufsbildungswerk auch für Hörgeschädigte aus Österreich und der italienischen Provinz Südtirol offen.

## Behinderungen / Förderbedarf
Menschen mit folgenden Behinderungen bzw. folgendem Förderbedarf können im Berufsbildungswerk München eine Ausbildung oder eine Umschulung absolvieren:
- Menschen mit Gehörlosigkeit
- Menschen mit Schwerhörigkeit unterschiedlicher Ausprägung
- Menschen mit CI-Versorgung
- Menschen mit auditiver Verarbeitungs- und Wahrnehmungsstörung (AVWS)
- Menschen mit Usher-Syndrom
- Menschen mit unterschiedlichen Sprachbehinderungen
- Menschen mit Problemen in der sozialen Interaktion und Kommunikation
- Menschen mit Autismus
- Menschen mit einer Lernbehinderung oder Problemen auf dem Gebiet der schulischen Leistungsfähigkeit
- Menschen mit einer Lese-Rechtschreib-Schwäche (LRS)
- Menschen mit Beeinträchtigung der intellektuellen Leistungsfähigkeit

## Ausbildung
Das Berufsbildungswerk München bildet gegenwärtig (2024) in insgesamt 26 Berufen aus. Hierzu gehören folgende Branchen bzw. Berufe:
- Agrarwirtschaft: Gärtner Garten- und Landschaftsbau, Gärtner Zierpflanzenbau, Werker Garten- und Landschaftsbau, Werker Zierpflanzenbau, Werker Gemüsebau
- Ernährung und Hauswirtschaft: Fachpraktiker Hauswirtschaft
- Farbtechnik und Raumgestaltung: Maler und Lackierer, Fachpraktiker Maler und Lackierer
- Holztechnik: Schreiner, Fachpraktiker Holzverarbeitung
- Drucktechnik: Mediengestalter, Medientechnologie Druckverarbeitung, Medientechnologie Druck
- Metalltechnik: Fachpraktiker für Metallbau, Industriemechaniker, Kfz-Mechatroniker, Maschinen- und Anlagenführer, Metallbauer, Fachpraktiker Zerspanungsmechanik, Zerspanungsmechaniker, Zweiradmechaniker, Fahrradmonteur
- Textiltechnik: Feintäschner
- Verwaltung: Kaufleute für Büromanagement, Fachpraktiker für Büromanagement, Kaufleute für Einzelhandel

Die Ausbildung ist auf junge Menschen mit Hör- und Sprachbehinderung zugeschnitten und findet in kleinen Gruppen statt. Grundlage der Ausbildung sind Aufträge von privaten und gewerblichen Kunden. Zusätzlich zur Ausbildung im BBW München absolvieren die Auszubildenden begleitende Praktika oder verzahnte Ausbildungsabschnitte (nach dem anerkannten Modell „Verzahnte Ausbildung mit Berufsbildungswerken“, kurz VAmB) in Unternehmen. Eine weitere Möglichkeit zur kooperativen Ausbildung mit Betrieben bietet das Modell TINA (Trägergestützte Inklusive Ausbildung), das flexible Übergänge zwischen Betrieben und BBW ermöglicht.
Die Ausbildung erfolgt nach dem dualen System auf Grundlage des Berufsbildungsgesetzes (BBiG) bzw. der Handwerksordnung (HwO). Neben Vollberufen wird auch in Werker- bzw. sogenannten Fachpraktikerberufen nach besonderen Ausbildungsregelungen für Menschen mit Behinderung (§ 66 BBiG) ausgebildet.
Ein Integrationsmanagement begleitet die Absolventen nach Ausbildungsende in den Beruf. Es führt z. B. Bewerbungstrainings durch, bereitet auf Vorstellungsgespräche vor und hilft bei der Arbeitsplatzsuche. Es berät Arbeitnehmer sowie Arbeitgeber.

## Berufsschule
In der Berufsschule am BBW München erfolgt die theoretische Ausbildung von Azubis aus den Ausbildungsbetrieben des BBW. Der Unterricht an der Berufsschule besteht aus Fächern der Allgemeinbildung und der Fachtheorie des gewählten Berufsfeldes. Die Berufsschule steht auch externen Schülern im Bereich Hören, die eine Ausbildung in einem Regelbetrieb machen, offen. Der Mobile Sonderpädagogische Dienst Hören (MSD-H) besucht auf Anfrage Berufsschulen in den Regierungsbezirken Oberbayern, Niederbayern und Schwaben, an denen Auszubildende mit einer Hörschädigung den Unterricht besuchen und berät bei Fragen im Bereich des Hörens.

## Fachdienste im BBW
Die Jugendlichen werden während ihres Aufenthaltes im BBW München vom Fachdienst unterstützt. Grundlage der Förderung ist ein individueller Förderplan, der für jeden Auszubildenden erstellt wird.
Die begleitenden Dienste umfassen:
- Sozialpädagogische Begleitung
- Psychologische Begleitung
- Sprachtherapie
- Gebärdensprachdolmetscher

## Wohnen
Zusammen mit dem Kooperationspartner BLWG stellt das BBW München den Jugendlichen, die nicht aus München und Umgebung stammen, verschiedene Wohnangebote zur Verfügung:
- Wohnplätze im Internat (intensiv begleitet)
- Apartments (mit ambulanter Betreuung)
- Wohngemeinschaften (weitgehend selbstständig organisiert)

Die verschiedenen Angebote unterscheiden sich sowohl in der Ausgestaltung der Versorgung, als auch in der Betreuungsintensität. Die Unterbringung erfolgt im Regelfall im Einzelzimmer.

## Weiteres
Das Berufsbildungswerk München bietet in Zusammenarbeit mit der IHK Oberbayern einen Beratungsdienst für Betriebe mit hörgeschädigten Mitarbeitern an.
Das Berufsbildungswerk München ist Mitglied in der Qualitätsgemeinschaft der sieben BBWs Hören. In diesem Rahmen ist es am Fachgebärdenlexikon, einer Online-Enzyklopädie mit Fachgebärden, beteiligt.
Das Berufsbildungswerk München ist Mitglied im Netzwerk Hörbehinderung Bayern.